# Cordia ecalyculata
Cordia ecalyculata är en strävbladig växtart som beskrevs av Vell.. Cordia ecalyculata ingår i släktet Cordia, och familjen strävbladiga växter. Inga underarter finns listade i Catalogue of Life.